# Ritornano le tigri della Malesia
Ritornano le tigri della Malesia (El retorno de los tigres de la Malasia) è un romanzo d'avventura del 2010 scritto da Paco Ignacio Taibo II. La storia riprende le avventure dei personaggi di Emilio Salgari del Ciclo indo-malese.

## Trama
Sandokan e Yanez de Gomera sono minacciati da una misteriosa cospirazione che mette in pericolo i loro averi, i loro amici e le loro stesse vite. Rientrano quindi in pista con le tigri della Malaysia superstiti e con nuovi alleati per sventare un complotto di stampo imperialista.

## Edizioni
Ritornano le tigri della Malesia (più antimperialiste che mai), traduzione di Pino Cacucci, Fuorionda. Iperfiction, Tropea, 2011, ISBN 978-88-558-0155-3.